# ITTA SOMUN '04 TOUR 〜そこにあるべきもの〜
『ITTA SOMUN '04 〜そこにあるべきもの〜』（いったそむんぜろよんつあー）は、日本のバンドHYの2枚目の映像作品。2005年3月9日発売。発売元は東屋慶名建設。

## 概要
2004年12月8日に沖縄市民会館にて行われたツアー最終日ライブを収録。ライブの他にドキュメント映像やメモリアル写真も収録。

## 収録曲
1. 弱虫
2. ささくれ
3. 隆福丸
4. そこにあるべきではないもの
5. 涙
6. 僕がキミを
7. さあ行こう
8. HeyBo
9. DADA
10. コントロール
11. My Life
12. AM11:00
13. すてきなキッカケ
14. ホワイトビーチ
15. 初雪
16. ENCORE1.Song for…
17. ENCORE2.Street Story
18. ENCORE3.てがみ
19. ENCORE4.旅立ち